# Réforme de l'orthographe française de 1878
La réforme de l’orthographe française de 1878 correspond à la publication de la septième édition du Dictionnaire de l’Académie française. Elle permet à plusieurs graphies d’être tolérées et apporte quelques modifications.

## Modifications
- Le tréma sur e est remplacé par des accents grave ou aigu. Par exemple ‹ poëte › et ‹ poëme › deviennent ‹ poète › et ‹ poème ›. Le tréma survit dans certains noms propres, comme Noël, ou communs, tel ‹ foëne › (aussi écrit ‹ foène ›)[2].
- L’accent aigu est ajouté dans plusieurs mots comme ‹ fac-similé › ou ‹ alléluia ›[3].
- Certaines graphies avec ‹ é ›, conformément à une prononciation alors désuète, sont remplacées par ‹ è ›, notamment devant ‹ g › : ‹ collége ›, ‹ Liége ›, ‹ siége › ; mais aussi ‹ avénement › ou dans la conjugaison du verbe ‹ abréger › : j’abrège. L’ancien usage reste dans la forme invertie de la première personne du singulier de l’indicatif présent : aimé-je, puissé-je[2] ; ou dans le mot événement (bien que cela ne reflète pas la prononciation)[3].
- Les groupes de lettres étymologiquement grecs comme chth et phth sont simplifiés en cht et pht, par exemple : ‹ aphthe ›, ‹ diphthongue › deviennent ‹ aphte › et ‹ diphtongue ›[3].
- Certains y étymologiques sont remplacés par i, par exemple : ‹ asyle ›, ‹ anévrysme ›, ‹ abyme › deviennent ‹ asile ›, ‹ anévrisme ›, ‹ abîme ›[3].
- Le e muet interne dans certains noms communs et adverbes en -ement peut être ajouté ou supprimé, par exemple : maniement ou manîment, remerciement ou remercîment, éternuement ou éternûment, etc., mais pas dans vraiment, gentiment, hardiment, etc.[3]
- Treize nouveaux mots composés sont introduits avec contre-, comme contrefort, contresens ou contrepoison, et cinq autres avec entre-, comme entrecôte ou entresol[3].